# گسیل خودبه‌خودی تقویت‌شده
گسیل خودبه‌خودی تقویت‌شده (به انگلیسی: Amplified spontaneous emission) (اِی‌اِس‌ئی) (اختصاری ASE)یا ابرنورتابی (به انگلیسی: superluminescence) نوری است که توسط گسیل خودبه‌خودی تولید می‌شود و توسط فرایند گسیل تحریک‌شده در یک محیط با بهره به‌صورت نوری تقویت شده است. این در زمینه لیزرهای تصادفی، ذاتی است.

## خاستگاه
اِی‌اِس‌ئی زمانی تولید می‌شود که یک محیط فعال لیزری برای ایجاد وارونگی جمعیت پمپاژ می‌شود. بازخورد اِی‌اِس‌ئی توسط کاواک نوری لیزر، در صورت رسیدن به آستانه لیزرتابی، می‌تواند باعث عملکرد لیزر شود. اِی‌اِس‌ئی اضافی یک اثر ناخواسته در لیزرها است، زیرا همدوس نیست و حداکثر بهره قابل‌دستیابی در محیط با بهره را محدود می‌کند. اِی‌اِس‌ئی مشکلات جدی در هر لیزری با بهره بالا و/یا اندازه بزرگ ایجاد می‌کند. در این حالت، باید سازوکاری برای جذب یا استخراج اِی‌اِس‌ئی ناهمدوس فراهم شود، در غیر این صورت برنگیزش محیط با بهره به‌جای تابش لیزر همدوس مورد نظر، توسط اِی‌اِس‌ئی ناهمدوس کاهش می‌یابد. اِی‌اِس‌ئی به‌ویژه در لیزرهایی با حفره‌های نوری کوتاه و پهن، مانند لیزرهای دیسکی (آینه‌های فعال)، مشکل‌ساز است.
اِی‌اِس‌ئی همچنین می‌تواند یک اثر مطلوب باشد و در منابع نوری پهن‌باند کاربرد پیدا کند. اگر کاواک هیچ بازخورد نوری نداشته باشد، لیزرتابی مهار می‌شود و در نتیجه پهنای‌باند گسیل به‌دلیل پهنای‌باند محیط با بهره، فراخ خواهد بود. این امر منجر به همدوسی زمانی کم می‌شود و در مقایسه با لیزر، نویز لکه‌ایِ کمتری را ارائه می‌دهد. با این حال، همدوسی فضایی می‌تواند بالا باشد و امکان تمرکز دقیق تابش را فراهم کند. این ویژگی‌ها چنین منابعی را برای سامانه‌های فیبر نوری و مقطع‌نگاری همدوس نوری مفید می‌سازد. نمونه‌هایی از چنین منابعی شامل دیودهای اَبَرنورتاب و تقویت‌کننده‌های فیبری آلاییده‌شده است.

### در لیزرهای با رنگینه آلی
اِی‌اِس‌ئی در لیزرهای پالسی رنگینه‌ای آلی می‌تواند ویژگی‌های طیفی بسیار گسترده‌ای (تا ۴۰–۵۰ با پهنای نانومتر) داشته باشد، و به همین ترتیب، یک چالش جدی در طراحی و عملکرد لیزرهای رنگینه‌ای با پهنای‌خط باریک قابل‌تنظیم ارائه می‌دهد. به‌منظور سرکوب اِی‌اِس‌ئی، به نفع گسیل خالص لیزر، محققان از رویکردهای مختلفی از جمله طراحی‌های بهینه‌سازی‌شدهٔ کاواک لیزری استفاده می‌کنند.

### در لیزرهای دیسکی: مناقشه‌ای
طبق برخی نشریات، در مقیاس‌بندی توان لیزرهای دیسکی، بهرهٔ رَفتوبَرگشتی باید کاهش یابد، که به معنای سخت شدن است. الزام مربوط به تلفات پس‌زمینه. محققان دیگر معتقدند که لیزرهای دیسکی موجود بسیار فراتر از چنین محدودیتی عمل می‌کنند و می‌توان بدون اصلاح مواد لیزر موجود، به مقیاس‌بندی توان دست یافت.

### در پلیمرهای آلاییده با رنگینه خود ترمیم‌ساز
در سال ۲۰۰۸، گروهی در دانشگاه ایالتی واشینگتن، تخریب نوری برگشت‌پذیر یا به‌طور ساده‌تر، خودترمیم‌ساز را در رنگینه‌های آلی مانند دیس‌پِرس اُورنج 11 هنگام آلاییده شدن در پلیمرها مشاهده کردند. آنها از گسیل خودبه‌خودی تقویت‌شده به عنوان کاوشگری برای مطالعه خواص خودترمیم‌ساز استفاده کردند.

### در سامانه‌های لیزر پالس‌کوتاه با توان بالا
در سامانه‌های لیزر سی‌پی‌اِی پُرتوان با توان اوج چندین تراوات یا پتاوات، مانند سامانه لیزری پولاریس، اِی‌اِس‌ئی کنتراست شدت زمانی را محدود می‌کند. پس از فشرده‌سازی پالس لیزر، که در طول تقویت به صورت زمانی کشیده می‌شود، اِی‌اِس‌ئی باعث ایجاد یک پایه شبه‌پیوسته می‌شود که بخشی از آن در مواقعی قبل از پالس لیزر فشرده قرار دارد. به دلیل شدت‌های بالا در نقطه کانونی تا ۱۰^۲۲ وات بر سانتی‌متر مربع، اِی‌اِس‌ئی اغلب برای ایجاد اختلال قابل‌توجه در آزمایش یا حتی غیرممکن کردن برهمکنش مطلوب لیزر-هدف کافی است.